# Международно летище Тирана
Международното летище „Майка Тереза“ в Тирана (на албански: Aeroporti Ndërkombëtar i Tiranës Nënë Tereza)е едното от двете международни граждански летища в Албания. Намира се на 11 километра северозападно от столицата. Кръстено е на албанската римокатолическа монахиня и мисионерка Майка Тереза (1910 – 1997).
Летището е най-голямото в Албания и едно от най-натоварените балкански летища, след като достигна 10 милиона пътници през 2024 г.
Служи като основен хъб за Wizz Air и националния превозвач на страната Air Albania.

## История
Историята на летище Тирана, първоначално наречено Rinas Airfield започва още преди Втората световна война. Идеята за създаване на летище в района на Тирана възниква още през 20-те години на XX век. Въпреки това, реалното строителство започва през 1944 година, веднага след освобождението на Албания от фашисткия режим. Първите полети са осъществени през 1945 година, когато летището започва да функционира като военно летище.
През 1957 година летището е официално открито за граждански полети. Това бележи началото на неговата роля като основно летище за вътрешни и международни полети в Албания. В ранните години летището обслужва предимно вътрешни полети до други градове в Албания, както и някои международни дестинации в Европа. Първите международни полети са до Белград, Рим и Букурещ.
През 60-те и 70-те години на XX век летището претърпява значителни инфраструктурни подобрения. Построени са нови терминали и писти, които увеличават капацитета и ефективността на летището.
През 90-те години, след падането на комунистическия режим в Албания, летището започва да се отваря към международните пазари. Това води до необходимостта от модернизация и разширение на инфраструктурата. През 2005 година управлението на летището е предадено на частна компания, която инвестира значителни средства в обновяването и разширяването на летището. 
Един от най-значимите проекти е построяването на нов терминал, който отговаря на международните стандарти за безопасност и комфорт. Новият терминал е открит през 2007 година и значително увеличава капацитета на летището. Той включва модерни зони за заминаване и пристигане, VIP салони, магазини и ресторанти. Освен терминала, са модернизирани и пистите и рульожните пътеки. Това включва удължаване на пистите и инсталиране на ново оборудване за навигация и безопасност. Тези подобрения позволяват на летището да приема по-големи и по-модерни самолети. Инсталирани са нови системи за сигурност, включително скенери за багаж и контролни пунктове. Това повишава нивото на безопасност и отговаря на международните стандарти.